# Louise-Émilie de La Tour d'Auvergne
Louise-Émilie de la Tour d'Auvergne (1667-1737), fue una monja erudita francesa.

## Biografía
Louise nació en 1667. Hija de Frédéric-Maurice de La Tour d'Auvergne, conde de Auvergne, miembro de una familia noble.
Fue abadesa en Saint-Rémy de Villers-Cotterêts, y posteriormente abadesa de Mont-Martre-Les-Paris.
Su administración de la Abadía de Montmartre transcurrió sin problemas, pero posteriormente enfermó, y tuvo que dimitir en febrero de 1737.  Le sucedió Catherine de La Rochefoucauld.

## Legado
Dos calles parisinas llevan su nombre:
- Calle Louise-Émilie de La Tour d'Auvergne,
- impasse Louise-Émilie de La Tourd'Auvergne